# Elizabeth Roboz Einstein
Elizabeth Roboz Einstein (ur. w 1904 r. w Szászváros (obecnie Orăștie w południowo-zachodniej Transylwanii, zm. 9 stycznia 1995 r. w Berkeley w Kalifornii) – biochemiczka i neurobiolożka znana z oczyszczenia i opisu zasadowego białka mieliny (ang. Myelin basic protein (MBP) wchodzącego w skład otoczki mielinowej.

## Życiorys
Urodziła się w Transylwanii, w ówczesnej Koronie Świętego Stefana współtworzącej Austro-Węgry. W 1928 roku otrzymała doktorat Uniwersytetu Wiedeńskiego w dziedzinie chemii organicznej, w 1939 roku wyemigrowała do Stanów Zjednoczonych. Po przybyciu to USA pracowała w małej fabryce chemicznej w kalifornijskim Stockton, następnie rozpoczęła karierę badawczą na uniwersytetach. Zaczęła w 1942 roku w California Institute of Technology, gdzie z biochemikiem Ariem Janem Haagenem-Smitem zajmowała się aloesem. W 1945 roku przeniosła się na Uniwersytet Wyoming, a następnie w 1948 roku na Uniwersytet Stanforda, gdzie dołączyła do laboratorium badań nad żywnością (Food Research Laboratory) w Instytucie Badawczym Stanforda (Stanford Research Institute). 
Stamtąd czasowo przeniosła się na Uniwersytet Georgetown, gdzie wraz z Marian Kies pracowała nad zasadowym białkiem mieliny, które odkryły i którego interakcje z przeciwciałami i komórkami T zidentyfikowała wówczas Kies. 
Ostatecznie na Uniwersytecie Kalifornijskim w San Francisco (w którego centrum medycznym miała stanowisko Clinical Professor of Neurology (Neurochemistry) i gdzie w 1968 roku otrzymała grant badawczy od amerykańskiego National Multiple Sclerosis Society i wreszcie na Uniwersytecie Kalifornijskim w Berkeley.
Opublikowała książkę "Proteins of the Brain and the Cerebrospinal Fluid in Health and Disease" (C.C. Thomas, Springfield, IL, 1982) podsumowującą jej badania nad mieliną. 
W 1959 roku poślubiła Hansa Alberta Einsteina, wykładowcę inżynierii hydraulicznej na Berkeley i najstarszego syna Alberta Einsteina. W 1991 roku już po śmierci męża opublikowała książkę poświęconą jego biografii i wspólnemu życiu: Hans Albert Einstein: Reminiscences of his Life and our Life Together.
Dla jej upamiętnienia Uniwersytet Kalifornijski przyznaje stypendium jej imienia w dziedzinie neuronauki przeznaczone dla doktorantów badających rozwój człowieka.